# Baranowo (województwo podlaskie)
Baranowo – wieś w Polsce położona w województwie podlaskim, w powiecie suwalskim, w gminie Rutka-Tartak.
W latach 1975–1998 miejscowość administracyjnie należała do województwa suwalskiego.
Przez miejscowość przebiega droga wojewódzka nr 651.
W 1944 oddziały SS dokonały pacyfikacji wsi Baranowo, mordując 19 osób.
Obok wsi grodzisko jaćwieskie.